# 岡清長
岡 清長（おか きよなが、生没年不詳）は、安土桃山時代から江戸時代初期の武士。左衛門佐の通称で知られる。岡定俊（左内）の甥。
伯父の定俊と共に会津藩蒲生氏に仕える。定俊は猪苗代城の城主であると共に熱心なキリシタンであり、清長もそれに従ってキリシタンとなっていたが、元和8年（1622年）にキリシタン弾圧が本格化すると棄教した上で、伯父に家のために棄教をするように迫った。定俊は棄教を受け入れるが、直後に急死し、その結果、清長が城代になった。
寛永2年（1625年）に正式な猪苗代城主になると、キリシタンの組織網に詳しいことからキリシタンに対する苛烈な弾圧に乗り出す。まず、最初に伯父の家臣であった林コスモ（主計）を捕らえて棄教を迫った。しかし、林コスモが棄教を拒否し、拷問を加えてもそれに応じなかったため、寛永3年1月25日（1626年2月21日）に会津若松郊外にて斬首にした。その後も猪苗代を中心に大規模なキリシタン弾圧を続けた。
寛永4年（1627年）、蒲生氏が伊予松山藩に移された後、清長は仕置（家老）に任じられたが。しかし、重臣の一人である蒲生郷喜を排除しようとして他の重臣達と御家騒動を起こしたことで江戸幕府に咎められて追放処分になったという（寛永蒲生騒動）。